# Titanoeca
Titanoeca är ett släkte av spindlar som beskrevs av Tord Tamerlan Teodor Thorell 1869. Titanoeca ingår i familjen stenspindlar.

## Dottertaxa tillTitanoeca, i alfabetisk ordning[1][2]
| - Titanoeca altaica - Titanoeca americana - Titanoeca asimilis - Titanoeca brunnea - Titanoeca caucasica - Titanoeca decorata - Titanoeca eca - Titanoeca flavicoma - Titanoeca guayaquilensis - Titanoeca gyirongensis - Titanoeca hispanica - Titanoeca incerta - Titanoeca lehtineni - Titanoeca lianyuanensis - Titanoeca liaoningensis - Titanoeca mae | - Titanoeca minuta - Titanoeca monticola - Titanoeca nigrella - Titanoeca nivalis - Titanoeca palpator - Titanoeca praefica - Titanoeca psammophila - Titanoeca quadriguttata - Titanoeca schineri - Titanoeca transbaicalica - Titanoeca tristis - Titanoeca turkmenia - Titanoeca ukrainica - Titanoeca veteranica - Titanoeca zyuzini |